# カプリーリオ
カプリーリオ（伊: Capriglio）は、イタリア共和国ピエモンテ州アスティ県にある基礎自治体（コムーネ）。

## 地理

### 位置・広がり

#### 隣接コムーネ
隣接するコムーネは以下の通り。
- ブッティリエーラ・ダスティ
- カステルヌオーヴォ・ドン・ボスコ
- チェッレート・ダスティ
- モンタフィーア
- パッセラーノ・マルモリート
- ピオヴァ・マッサーイア

#### 地震分類
イタリアの地震リスク階級 (it) では、4 に分類される
。

## 行政

### 分離集落
カプリーリオには、以下の分離集落（フラツィオーネ）がある。
- Bacolla, Cecca, Gaià, Serra